# Artie 5ive
Artie 5ive, pseudonimo di Ivan Arturo Barioli (Milano, 28 agosto 2000), è un rapper italiano di origini sierraleonesi.

## Biografia
Nato a Milano da padre italiano e madre sierraleonese, crea il suo nome d'arte utilizzando il suo secondo nome, Arturo (stesso nome di suo nonno), e le 5 vie principali del suo quartiere d'origine Bicocca. Il suo stile si rifà alla scuola drill di Detroit, caratterizzata da bpm sostenuti, melodie rapide, bassi pesanti ed acid e testi espliciti.
Fa il suo debutto discografico col brano Finché siamo sbronzi (2020), a cui seguono Red Bandana, primo video dell'artista su YouTube, e Calabasas. Inizia ad assumere notorietà nel 2022 con DEM, ospitato da Kid Yugi con Tony Boy e i tre singoli Paramedici, Ready Rock e Tookie Williams. Nel 2023 incontra Rondodasosa, con il quale pubblica il singolo Ready 4 War, e diventa noto a livello nazionale grazie ai singoli ALBV e Top G, in collaborazione con Sacky.
Il suo esordio nell'industria discografica avviene con l'EP Aspettando la bella vita, pubblicato nel luglio 2023, che ha raggiunto l'8ª posizione della classifica FIMI Album e che ha venduto oltre 50 000 unità, venendo certificato disco di platino dalla Federazione Industria Musicale Italiana. Il progetto contiene Anelli e collane, Top G e la traccia omonima, tutte e tre certificate almeno platino per le 100 000 unità vendute.
La hit Cadillac, uscita nell'ottobre 2023 e certificata doppio platino, ha segnato la sua prima numero uno nella Top Singoli. Due mesi più tardi, preceduta dall'uscita dei due estratti Red&Blue e Guru del business, è avvenuta la pubblicazione dell'album in studio Motivation 4 the Streetz, in collaborazione con Rondodasosa, finito al 4º posto in classifica, certificato oro dalla FIMI e promosso dall'omonima tournée. Il progetto include i brani Hoodrich e Boulevard, entrambi oro.
Nel 2024 Artie, assieme alla rapper e per un periodo anche sua compagna Anna, incide I Love It, un duetto tratto dall'album di quest'ultima Vera Baddie (2024); certificato platino, si tratta del terzo ingresso dell'artista nella top ten italiana. È stato confermato come uno dei due artisti d'apertura dei concerti di Guè, nell'ambito del suo La G la U la E: Live Tour, a fine anno.
Il suo secondo LP, La bellavita, è stato messo in commercio il 28 marzo 2025 ed è costituito da diciotto tracce; lo stesso è stato promosso dagli estratti 00, Milano Testarossa, Bambola, diffusi nel corso dell'anno precedente, e Pietà; gli ultimi tre sono rispettivamente in collaborazione con Guè, Niky Savage e Kid Yugi. Il disco ha esordito direttamente in vetta alla classifica FIMI Album e ha piazzato diciassette brani nella Top Singoli contemporaneamente, venendo in seguito certificato platino per le 50 000 unità accumulate.
Nel maggio 2025 ha ricevuto il suo primo riconoscimento ai Videoclip Italia Awards con Numero 5, vincitore del premio al miglior videoclip rap. Il 18 luglio ha pubblicato il suo secondo EP Big 5, contenente cinque tracce.

## Stile musicale
Riguardo allo stile delle sue canzoni di maggiore successo ha dichiarato in un'intervista per GQ Italia:

## Discografia
- 2023 – Motivation 4 the Streetz (con Rondodasosa)
- 2025 – La bellavita

## Tournée
- 2024 – Motivation 4 the Streetz Tour (con Rondodasosa)
- 2025 – La bellavita Summer Tour